# Hongkonger Fußballnationalmannschaft (U-23-Männer)
Die Hongkonger U-23-Fußballnationalmannschaft ist eine Auswahlmannschaft von Fußballspielern der chinesischen Sonderverwaltungszone Hongkong. Sie untersteht dem Hongkonger Fußballverband HKFA und repräsentiert diesen international auf U-23-Ebene, etwa in Freundschaftsspielen gegen die Auswahlmannschaften anderer nationaler Verbände, bei U-23-Asienmeisterschaften sowie den Fußballturnieren der Olympischen Sommerspiele, der Asienspiele und der Ostasienspiele.
Bisher konnte sich die Mannschaft nicht für das olympische Fußballturnier oder die U-23-Asienmeisterschaft qualifizieren. Bei den Ostasienspielen 2009 gewann die Mannschaft erstmals die Goldmedaille. An den Asienspielen nahm Hongkong fünfmal teil und schaffte es 2010, 2014 sowie 2018 jeweils in das Achtelfinale.
Spielberechtigt sind Spieler, die ihr 23. Lebensjahr noch nicht vollendet haben.

## Bilanzen
| Olympische Spiele - 1992 bis 2020: Nicht qualifiziert U-22-/23-Asienmeisterschaften - 2014 bis 2020: Nicht qualifiziert Asienspiele - 2002: Gruppenphase - 2006: Gruppenphase - 2010: Achtelfinale - 2014: Achtelfinale - 2018: Achtelfinale | Ostasienspiele - 1993 bis 2001: Nicht teilgenommen - 2005: Gruppenphase - 2009: Erster - 2013: Vierter |